# Спарта (митологија)
Спарта (грч. Σπάρτα) је личност из грчке митологије, по којој је Спарта добила име.

## Митологија
Била је нимфа Најада са потока, извора или фонтана Спарте у Лакедемонији. Била је кћерка речног бога Еурота и супруга епонимног хероја те земље, Лакедемона. Са њим је имала децу Амикла и Еуридику.